# Bucin (Praid), Harghita
Bucin (în maghiară Bucsin) este un sat în comuna Praid din județul Harghita, Transilvania, România.

 Acest articol despre o localitate din județul Harghita este deocamdată un ciot. Puteți ajuta Wikipedia prin completarea lui.